# Riki yamaneko
Riki yamaneko（りき やまねこ、生年月日非公開 - ）は日本のおっぱい写真家・アーティスト・ラジオパーソナリティー。
おっぱい展主宰。

## 経歴
- 東京都新宿区歌舞伎町生まれ、沖縄県竹富町西表島育ち。音楽、舞台、デザイン、彫刻、絵画などの活動[1]の他、兄弟アーティストユニット「山猫ブラザーズ」（リキ山猫 名義）にてパフォーマンス活動。

- 2008年10月よりエフエム読谷「リキ山猫の沖縄夢箱」ラジオパーソナリティーとして活動を始める。

- 映画「サダコの鶴」に助監督として参加。

- 2016年11月1日那覇海上保安部「残波岬灯台と美ら海フォトコンテスト 2016」残波岬灯台の部・読谷村長賞を受賞。[2]

- 2017年6月10日-6月11日、山猫ブラザーズ主催「山猫展I~新しい町から~」（PIN-UP）に出展。

- 2017年8月1日-8月8日、「おっぱい展」を宜野湾市真栄原PIN-UPギャラリーにて開催、動員671人。

- 2018年8月1日-8月8日、「おっぱい展II」を宜野湾市真栄原PIN-UPギャラリーにて開催、動員756人。

- 2018年福岡県田川市で開催の「チャリティーアート展 OPPAI、」に招待アーティストとして参加。[3]

- 2018年11月23日-11月25日、山猫ブラザーズ主催「山猫展II~エレトローネにふれて~」（PIN-UP）に写真その他を出展。

- 2019年1月「おっぱい写真家協会」設立。

- 2019年4月、映画「愛がなんだ」に作品「おっぱいTシャツ」を提供。

- 2019年8月1日-8月8日、「おっぱい展III」を宜野湾市真栄原PIN-UPギャラリーにて開催。動員９４５人。8月8日に「沖縄タイムス+プラス」内に「いやらしくない「おっぱい」　アートな写真400枚　宜野湾でリキさん個展アンコールで延長」が掲載、記事が「Yahoo!ニュース」や「朝日新聞DIGITAL」「ORICON NEWS」等に転載され話題となる。[4]

- 2019年8月10日-8月12日、おっぱい展III特別アンコール展「パイなるチャンス」を宜野湾市真栄原PIN-UPギャラリーにて開催。

## おっぱい展
- 写真活動を始めるにあたり「追求したい被写体」を一つに絞ったところ「おっぱい」にたどり着き、2016年の「おっぱい写真家宣言」により「おっぱい写真家 Riki yamaneko」として活動を開始、おっぱい写真家として2017年の「おっぱい展」開催を明言。

- 個展を見た女性がその場で撮影を依頼し別室にて撮影することもあるため個展開催期間は作品が更新されて増えていく。

- 様々なシチュエーションで撮影を行う、モデルはスカウトせず申し出てくる人のみを撮影するスタンスで募集を行う。

## 参加作品
- サダコの鶴〜地球をつなぐ〜（2015年/増山麗奈監督） - 助監督
- 愛がなんだ（2019年/今泉力哉監督・角田光代原作） - 衣装提供

## 出演

### 映画
- レンブとゆりかご（2021年/友利翼監督） - マスター 役